# Andrzej Sontag
Andrzej Sontag (* 26. April 1951 in Lublin) ist ein ehemaliger polnischer Leichtathlet. Er gewann im Dreisprung eine Bronzemedaille bei Europameisterschaften.

## Sportliche Laufbahn
Der 1,85 Meter große Andrzej Sontag startete für AZS Lublin. Er war polnischer Hallenmeister 1976.
Bei den Europameisterschaften 1974 in Prag wurden alle 15 Teilnehmer zum Dreisprungfinale zugelassen. Wiktor Sanejew aus der Sowjetunion siegte mit 17,23 Meter recht deutlich. Zweiter wurde der Rumäne Carol Corbu mit 16,68 Meter vor Andrzej Sontag mit 16,61 Meter. Jörg Drehmel aus der DDR wurde Vierter mit 16,54 Meter vor dem zweiten Polen Michał Joachimowski mit 16,53 Meter. Am 3. August 1975 sprang Sontag in Bydgoszcz 16,96 Meter, seine Karrierebestleistung. Im Februar 1976 bei den Halleneuropameisterschaften in München belegte Sontag mit 16,16 Meter den achten Platz bei Weitengleichheit mit seinem neuntplatzierten Landsmann Eugeniusz Biskupski. Bei den Olympischen Spielen in Montreal erreichte Biskupski als einziger Pole das Finale. Joachimowski und Sontag schieden in der Qualifikation aus.